# مایکتیا
مایکتیا (به اسپانیایی: Maiquetía) یک شهر در ونزوئلا است که در وارگاس واقع شده‌است.

## خصوصیات
مایکتیا ۸۷٬۹۰۹ نفر جمعیت دارد و ۱۹ متر بالاتر از سطح دریا واقع شده‌است.